# هوگو لروکس
هوگو لروکس (انگلیسی: Hugo Leroux؛ زادهٔ ۷ ژانویهٔ ۱۹۹۲) بازیکن فوتبال اهل فرانسه است.